# Шевченко, Сергей Николаевич (футболист)
Сергей Николаевич Шевченко (22 августа 1960, Харьков, Украинская ССР, СССР) — советский и украинский футболист и тренер.

## Игровая карьера
Воспитанник ДЮСШ «Металлист» (Харьков). Во взрослом футболе дебютировал в 1981 году в составе «Металлиста», выступавшего в первой лиге чемпионата СССР. В том же году перешёл в команду второй лиги «Салют» (Белгород).
В 1983 году вернулся в Харьков, где продолжил выступления во второй лиге в составе «Маяка».
В 1985 году был приглашён в «Металлист», где провёл 17 матчей в высшей лиге чемпионата СССР, забил 3 мяча.
В период с 1987 по 1989 годы, Шевченко — игрок «Кривбасса». В составе криворожской команды провёл более ста матчей.
С 1990 по 1992 годы (с перерывом в несколько месяцев на «Автомобилист» и «Судостроитель») играл за «Кремень». В составе кременчугской команды 7 марта 1992 года в игре против винницкой «Нивы» дебютировал в высшей лиге чемпионата Украины. Всего в высшей лиге сыграл 19 матчей.
С 1992 по 1995 годы играл в житомирском «Химике». В 81 поединке забил 7 голов, из них 6 с пенальти. С 1997 по 2000 годы играл в любительской команде «Кристалл» (Пархомовка), где и завершил игровую карьеру.

## Тренерская карьера
В 2001 году некоторое время был главным тренером житомирского «Полесья». Сергей Николаевич является тренером детско-юношеской Академии ФК «Металлист».